# Raquel Banda Farfán
Raquel Banda Farfán (San Luis Potosí, 10 de marzo de 1927) es una escritora de novela y de cuento. Formó parte de la generación de Medio Siglo. 

## Biografía
Raquel Banda Farfán nació en la ciudad de San Luis Potosí el 10 de marzo de 1927. De los quince a los diecinueve años fue profesora alfabetizadora en escuelas rurales de su estado natal. Se trasladó a la capital para estudiar Letras en la Facultad de Filosofía y Letras de la UNAM. Publicó en suplementos y revistas del país y del extranjero parte de su obra. Publicó su primer libro de cuentos a los veinticinco años: Escenas de la vida rural (1953), bajo el sello editorial de Los Presentes, a cargo de Juan José Arreola; y su última publicación fue en 1971 con el libro de cuentos La luna de ronda

## Estilo literario
Raquel Banda Farfán se dio a conocer como narradora dinámica y ágil de las emociones, frustraciones y visiones de la gente de su tierra. En sus cuentos se refleja lo sencillo y lo complejo de la vida cotidiana del campo: los traumas, la miseria, la superstición y la explotación del campesino, así como la existencia aún más miserable de sus mujeres. Su primera novela titulada Valle Verde de 1957 se escribe en ese mismo contexto; “la segunda, Cuesta abajo (de 1958), nos traslada al ambiente opresor de la ciudad para los que llegan del campo, ambiente en que la lucha diaria ineludible por la existencia agota sus mejores facultades”
Esta autora forma parte de la Generación de Medio Siglo y del auge de la escritura femenina fantástica en México. Paula Bravo Alatriste ubica a Banda Farfán como practicante de este género al mencionar que a la escritora le intriga “el misterio que esconde el campo, el folclor mexicano, el mundo oculto de la naturaleza, los personajes femeninos desolados y marginados que logran reivindicarse a través de la magia”
Raquel Banda Farfán se inclinó más a la escritura del cuento que al de la novela. Publicó siete libros de cuento y tiene dos novelas editadas. Eliana Godoy Godoy escribió Raquel Banda Farfán en su obra publicado en 1961, Román Fontán Lemes La cuentística de Raquel Banda Farfán de 1963 y Francisco Diaz Salorio Raquel Banda Farfan y su trascendencia literaria dentro de Hispano-America de 1966.

## Recepción
La obra de Raquel Banda Farfán fue comentada en la revista Books Abroad, en un artículo de Gabriele von Munk Benton “Women writers of contemporary Mexico” se le incluye. Al igual que en otros títulos: 12 cuentos de cuentistas potosinos del siglo XX por Jorge Ferretis que abarcan de 1902 a 1962. Y en Los narradores ante el público por Antonio Acevedo Escobedo, cuyo contenido son conferencias y charlas magistrales. Además, tres cuentos suyos fueron publicados en el suplemento El continental en la sección de cuento de la semana: "El juramento", "Fidelina In" y "Un pedazo de vida", en el año de 1959.

### Recepción crítica
Los cuentos y novelas de Raquel Banda Farfán sorprenden agradablemente por la variedad de sus asuntos, menciona Julio Torri. Y sigue “por la pintura fiel que hace de la vida rústica mexicana; por la ágil y rápida manera de narrar y por muchas otras cualidades que irá descubriendo el lector atento. Algunos buenos críticos –como Rafael Solana, Manuel Lerín y otros– la han enlazado, no más de lo justo, invocando nada menos que los nombres de Guy de Maupassant y Chéjov, con quienes indudablemente tiene afinidades bien perceptibles”

#### La cita
Este libro de cuentos fue publicado en 1957 por Ediciones Andrea y fue objeto de críticas de parte de Gregory Rabassa en la Revista Hispánica Moderna y por David Sanders en la revista Book Abroad. Esta colección de cuentos de la vida rural mexicana presenta una galería de personajes retratados en sus ambientes locales. A primera vista parecen tipos, pero mientras se desarrolla la narración se muestran individuos únicos menciona Rabassa.  Este libro contiene, entre otros, los cuentos: “Noche de luna”, “Los cristeros”, “La cita”, etc.
El cuento “La cita” es una “rara mezcla de amor sin más, y de amor propio, es casi un poema de los sentimientos complicados de una solterona que tiene que casarse. Es corto, como la mayoría de esos cuentos, pero en sus pocas páginas encierra todo el drama de una vida de treinta y cinco años”. Concluye Rabassa su texto: “Raquel Banda Farfán se une al grupo de mujeres hispánicas que ponen en su obra todo ese sentimiento civilizador femenino”.

#### Cuesta abajo
La novela Cuesta Abajo de 1958 retrata las dificultades de las clases sociales más humildes pertenecientes del campo al llegar a la ciudad. “Raquel Banda confirma en esta obra sus magistrales dotes de pintura del costumbrismo nacional; presenta sus personajes con perfiles profundamente humanos y los problemas sociales con descarnado realismo, lo cual, junto con la naturalidad y sencillez de su relato completan los requisitos de que perdurará”. A Banda Farfán no es la primera vez que se le atribuye lo realista “Valiente, verdaderamente realista, esta obra es para quienes comprenden los problemas sociales con un criterio liberal, muy liberal”.

#### Un pedazo de vida
Este libro de cuentos recibe la opinión de Roberto Esquenazi-Mayo: “la autora recoge fielmente en quince cuentos los anhelos y miserias, las frustraciones y el vigor espiritual de sus coterráneos de San Luis Potosí. (…) Pero el realismo de Raquel Banda Farfán, en la reproducción de la lengua popular, en las descripciones de la vida gris de gentes envueltas en el tul de la ilusión, llega a enternecer”.
Las obras de Banda Farfán se reconocen por abordar temas de la vida rural y trasmitir las ideas y sentimientos con claridad. La “autora logra en este librito la aspiración de todo escritor: hacer de lo cotidiano y fugaz una permanente obra de arte”. Julio Torri comenta sobre los cuentos en la nota preliminar: De los que integran el presente volumen, "El Chapín y el notable Don Rosendo", recuerdan el arte sentimental y delicado de Edmundo d’Amicis. Conmovedoras tragedias infantiles inspiran otros, como "El Pantalón" y "La Madrina". "Palomilla" –o sea ‘gang’ entre nosotros— presenta en toda su cobardía a los ‘rebeldes sin causa´, es decir a la juventud que pervierten las películas de bandidos y las historietas de criminales. "Marcial" y "Polvos de Amor" son irónicos y de gracejo fino

#### El secreto
El libro de cuentos El secreto, de 1960, “no se trata de costumbrismo ni mucho menos, si lo consideramos según la terminología tradicional. Pero sí que es costumbrismo en un sentido más amplio y significativo: el de la investigación de los motivos, no las apariencias de un lugar geográficamente delineado”. En esta obra Banda Farfán se entromete con la cotidianidad de la vida al tocar temas tan universales para los lectores. “En algunos casos, como en el de ‘Los amores de don Balta’, vemos aspectos de la ironía deforme de lo que se llama ‘tremendismo’ en España, pero existe en la ficción de Hispanoamérica desde hace muchos años”

#### Amapola
Amapola es un libro de cuentos publicado en 1967. Los temas principales, como de su obra, son los que rodean al campesino. “Esta autora trae a su obra seres de la vida real. No le atrae la anécdota, lo novedoso de las situaciones, sino la gama infinita del sentimiento humano mostrándose ante cada incidente de la vida”. Sin embargo, se entromete con el personaje citadino “más difícil, cuanto más hermético para quien como esta autora, se ha desenvuelto en la sencillez del medio rural. La fuerza narrativa y humana mantiene, sin embargo, el tono sostenido que caracteriza toda su producción literaria”.

## Obras

### Crónica
- La tierra de los geranios, B. Costa-Amic Editor, 1967.

Crónicas de viaje a Córdoba, España

### Cuento
- Escenas de la vida rural, e.a., 1953.
- La cita, Ediciones de Andrea, Los Presentes, núm. 62, 1957.
- Un pedazo de vida, Comaval, 1959.
- El secreto, Diana, 1960.
- Amapola, B. Costa-Amic Editor, 1964.
- 106 cuentos mexicanos (antología), EDIMUSA, 1968.
- La luna de Ronda, B. Costa-Amic Editor, 1971.

### Novela
- Valle Verde, Ediciones de Andrea, Los Presentes, 1957.
- Cuesta abajo, Ediciones de Andrea, Los Presentes, núm. 71, 1958

### Memorias
- Nostalgia del Paraíso, ediciones Porrúa, 2020.